# 엔로버

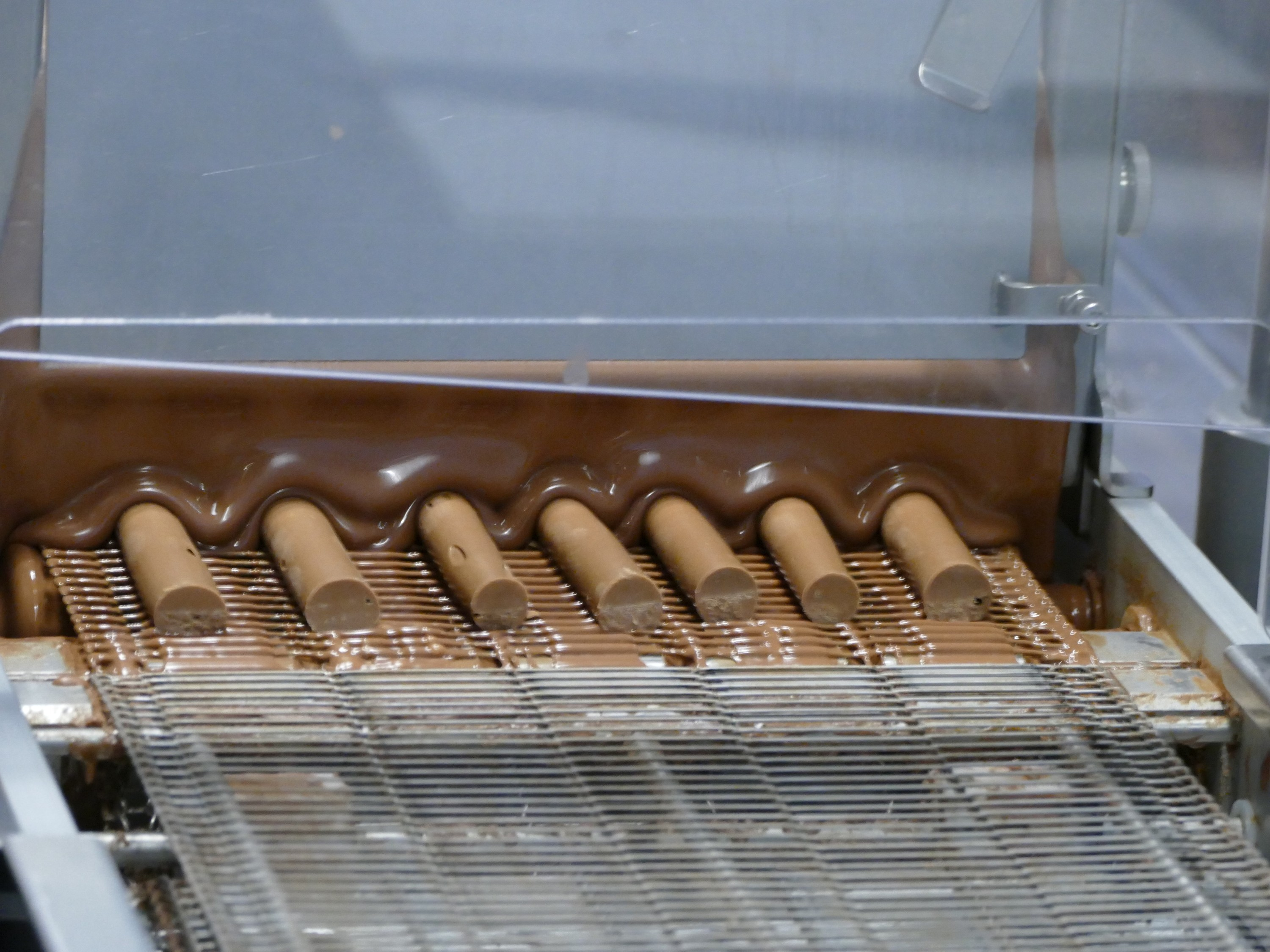
작동 중인 코팅 기계

엔로버(enrober)는 제과업계에서 식품에 코팅제(일반적으로 초콜릿)를 코팅하는 데 사용되는 기계이다. 엔로버를 사용하는 식품에는 견과류, 아이스크림, 토피, 초콜릿 바, 비스킷, 쿠키 등이 있다. 초콜릿으로 엔로버를 코팅하면 맛과 식감에 도움이 될 뿐만 아니라, 제과의 유통기한도 연장된다.

## 프로세스

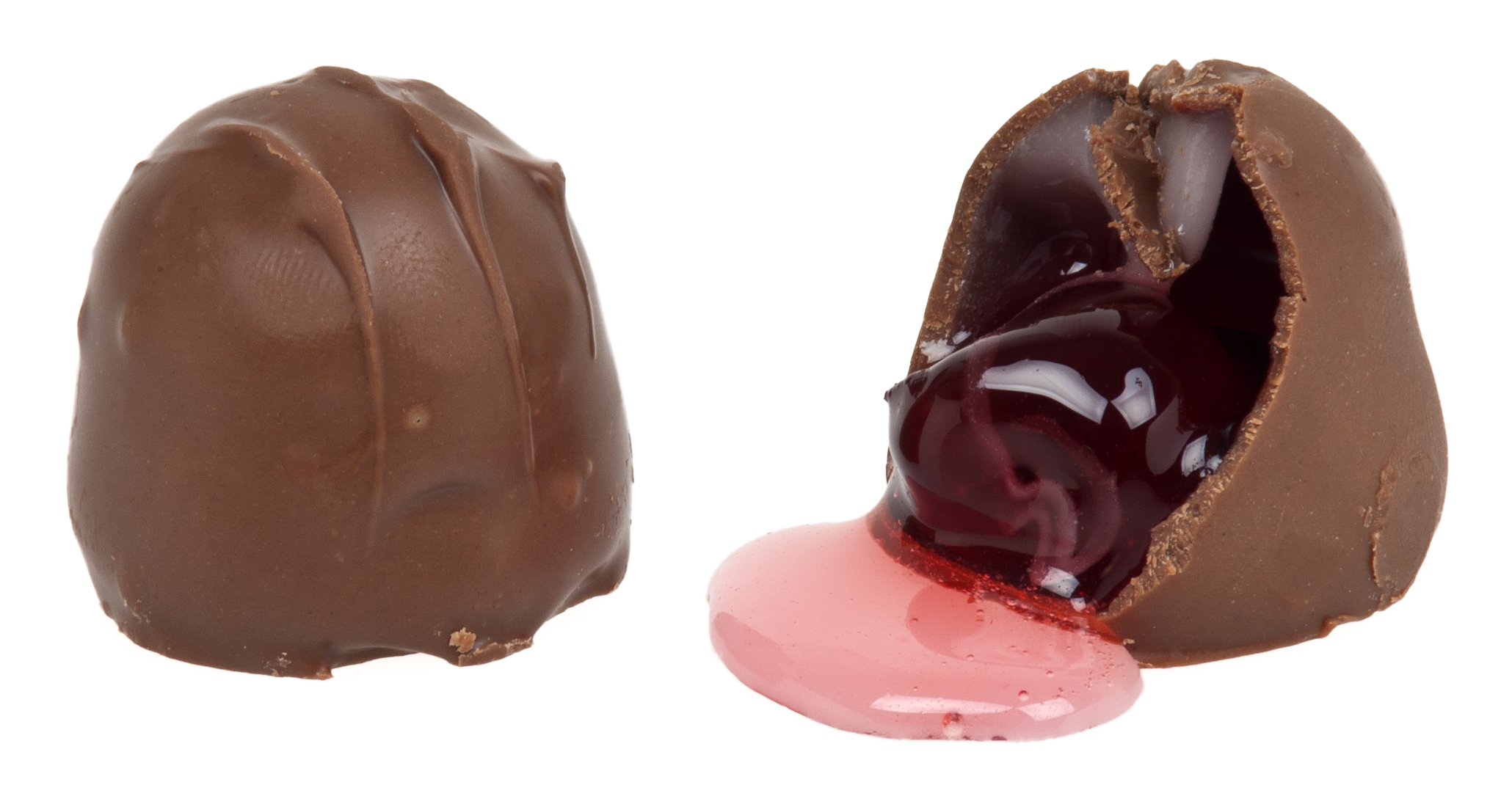
초콜릿 코팅이 된 체리

엔로버의 공급 밴드에 제품을 올려놓는 과정이 포함된다. 공급 밴드는 와이어 메시 또는 엔로버를 코팅할 제과를 담을 용기로 구성될 수 있으며, 각 용기에는 여분의 초콜릿을 배출하기 위한 배수구가 있다. 엔로버는 코팅제의 온도를 일정하게 유지하고, 제과를 유동 팬으로 펌핑한다. 제과가 유동 팬을 통과하면서 코팅제는 연속적인 커튼과 바닥 베드를 따라 흐르며, 제과를 완전히 코팅한다. 그런 다음 와이어 메시 컨베이어 벨트가 코팅된 제과를 냉각 구역으로 운반한다.
생산량은 주로 벨트 폭과 냉각 터널 길이에 따라 결정된다. 컴파운드 초콜릿을 제외한 대부분의 초콜릿은 냉각 터널에서 8분을 기다려야 한다.

## 역사
엔로버 기계는 1903년 프랑스에서 발명되어 미국으로 건너가 최소 20명이 할 수 있는 작업을 수행할 수 있도록 완성되었다.